# Port lotniczy Dżahrom
Port lotniczy Dżahrom (IATA: JAR, ICAO: OISJ) – port lotniczy położony w Dżahrom, w ostanie Fars, w Iranie.